# العوايد (الإسكندرية)
العوايد هي منطقة سكنية تابعة لشياخة المهاجرين بحي أول المنتزة بمدينة الإسكندرية في مصر، سُميت بهذا الاسم لانها كانت آخر مكان في مدينة الإسكندرية للمتجه إلى قرى وعزب محافظة البحيرة، بمعنى الخروج والعودة من وإلى الإسكندرية، تضم عدة عزب أهمها عزبة القعلة، عزبة محسن، عزبة سكينة الجديدة والقديمة، ومدينة ناصر.

## أهم المعالم
- كوبري العوايد.
- محور المحمودية.
- مصنع شركة الإسكندرية للأدوية والصناعات الكيماوية.
- محطة السيوف لمعالجة مياه الشرب.